# Norra Svartmyrtjärnen
Norra Svartmyrtjärnen är en sjö i Norsjö kommun i Västerbotten och ingår i Skellefteälvens huvudavrinningsområde.